# Werner Pfändler

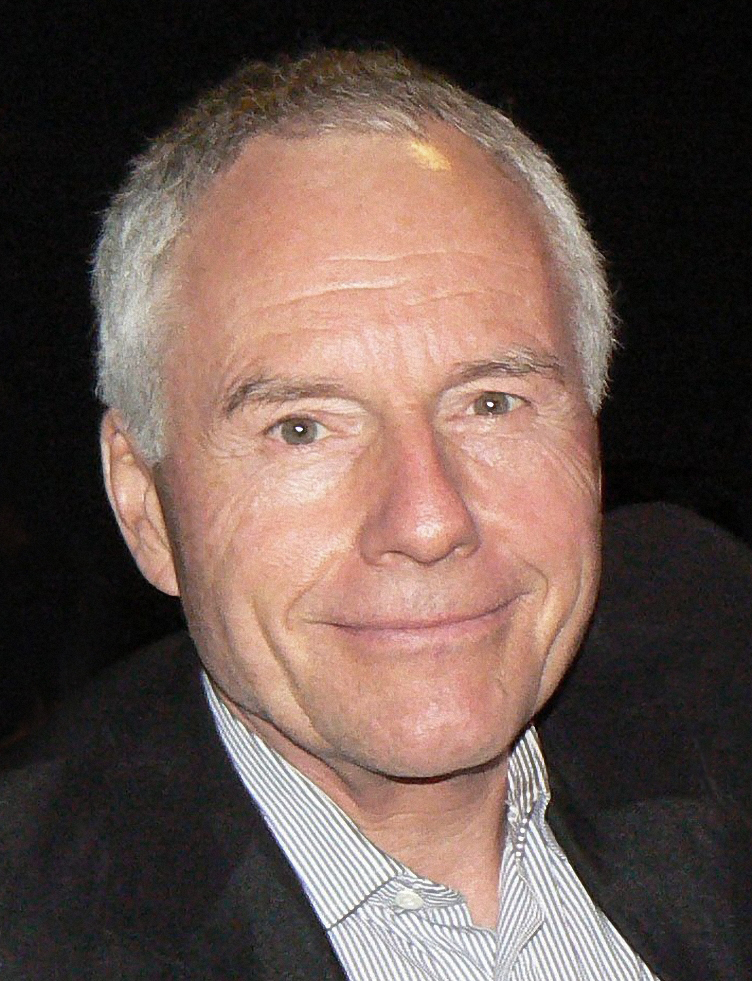
Werner Pfändler (2010)

Werner Pfändler (* 25. April 1946 in Zürich) ist ein Schweizer Berufspilot, Fotograf, Journalist und Künstler. Er lebt und arbeitet in München.

## Biographie
Werner Pfändler wuchs in Zürich oberhalb des Stadelhofens auf. Dort führte sein Vater an der Olgastrasse eine Filmproduktionsfirma. Von den sechs Geschwistern ergriff die eine Hälfte künstlerische Berufe, die andere begab sich in den diplomatischen Dienst. Einer seiner Brüder ist der Schweizer Moderator und Kabarettist Peter Pfändler, ein anderer der Zürcher Fotograf Beat Pfändler.
Nach der Kunstgewerbeschule in Zürich und nach einer Weiterbildung zum Kameramann begann er als Pressefotograf zunächst bei der Nachrichtenagentur UPI, später beim Schweizer Ringier Verlag, wo er vor allem für die Schweizer Illustrierte arbeitete. Der Kauf des Münchner Heering Verlags durch Ringier, die Übernahme des damals noch jungen Titels Drachenfliegermagazin und die damit verbundene Gründung der Ringier Deutschland GmbH verschlug den Drachenflieger, Berufspiloten und Fluglehrer Pfändler Ende der 1970er Jahre nach München, wo er als Chefredaktor das Drachenfliegermagazin aufbaute, bis 1980 leitete und gleichzeitig für die technischen Seiten des Fliegermagazins verantwortlich war.
Anfang der 1990er Jahre wechselte er zur Motorpresse Stuttgart als redaktioneller Gesamtleiter der Luft- und Raumfahrt-Magazine. Anschliessend war er Projektleiter für die Einführung des Titels Men’s Health und baute danach die für Kundenmagazine zuständige Abteilung Trade Mark Communication auf. In der Folge verantwortete er die Kundenmagazine o.tel.o Magazin des gleichnamigen TK-Anbieters, das Mitgliedermagazin Einsatz der Deutschen Rettungsflugwacht und das Magazin Typhoon der Eurofighter Jagdflugzeug GmbH.

## Kunst
Bereits Mitte der 1980er Jahre begann er, sich über die Malerei mit der Bildhauerei professionell auseinanderzusetzen, und fand Ende der 1990er Jahre seine künstlerische Identität: «Einfachheit, Skulpturen, geprägt von einer gewissen Fröhlichkeit», wie Nina Martini in dem Fachmagazin Artinvestor berichtete. Auf der Suche nach der Essenz der Form fand er Ende der 90er Jahre in den Janas einen Fixpunkt – weibliche Bronze-Skulpturen mit zwei Gesichtern. Nicht janusköpfig, wie man vielleicht vermuten könnte, sondern mit zwei fröhlichen Gesichtern. «Sie haben zwei Gesichter, damit sie einen immer ansehen.»
2014: Art Action «Punkt Strich» – 20'000 Unikate für das Kunstmagazin Artinvestor, Ausgabe 06/2014. Die 20'000 Exemplare, Acryl auf Papier, 30 × 20 cm, in 6 Wochen einzeln gemalte, nummerierte und signierte Originale/Unikate sind einer Teilauflage des Magazins beigeheftet worden.

## Ausstellungen
- 2004: Einzelausstellung, Gallery Saoh Tokio, Japan
- 2004: Einzelausstellung, B Place Gallery Kobe, Japan
- 2008: Einzelausstellung, SMP Quai Voltaire, Galerie Dr. Margrit Lurz, Paris, Frankreich
- 2009: Einzelausstellung Galerie AktivArte, Zürich-Männedorf, Schweiz
- 2009: Einzelausstellung, Sugar Coats, Leinwände und Bronzen, Galerie ActiveArte, Zürich,
- 2009: Galerie Dr. Margrit Lurz München-Gauting, Deutschland
- 2009: Galerie Dr. Margrit Lurz im Marstall Berg-Starnberg, Deutschland
- 2009: Einzelausstellung Werksgalerie Kunstgiesserei München, Deutschland
- 2009: Art Vilnius ’09 Kulturhauptstadt Europa Vilnius, Litauen
- 2009: Galerie artpromotion02 Anna Sausverde-Ellger Riga, Lettland
- 2016: Einzelausstellung, Interactive Art Action «Sign my Painting», Galerie Kurzparkzone, München
- 2015: Einzelausstellung, Interactive Art Action «Sign my Painting», Kultur Atelier U4, Zürich
- 2015: Galerie Dr. Margrit Lurz im Marstall in Berg (Starnberger See), Deutschland